# IC 4835
IC 4835 ist eine Spiralgalaxie vom Hubble-Typ Sc? im Sternbild Pfau am Südsternhimmel. Sie ist rund 212 Millionen Lichtjahre von der Milchstraße entfernt.
Das Objekt wurde am 16. September 1901 vom US-amerikanischen Astronomen DeLisle Stewart entdeckt.